# 23. Międzynarodowy Festiwal Filmowy mBank Nowe Horyzonty
23. Międzynarodowy Festiwal Filmowy Nowe Horyzonty - 23. edycja Międzynarodowego Festiwalu Filmowego Nowe Horyzonty, które odbyło się w dniach 20 lipca–30 sierpnia 2023 roku stacjonarnie we Wrocławiu oraz w dniach 20 lipca–6 sierpnia 2023 roku online na stronie Nowehoryzonty.pl/vod.
W programie znalazło się 251 filmów o łącznym czasie trwania 23 282 minut, a do tego wystawy, koncerty, spotkania i inne wydarzenia towarzyszące.

## Członkowie i członkinie jury

### Konkurs główny[3]
- Mark Jenkin -  kornwalijski twórca filmowy, którego przełomowy film Przynęta został nagrodzony na 19. edycji Nowych Horyzontów zarówno Grand Prix, jak i Nagrodą Publiczności. Świetnie przyjęty przez światową krytykę film został opisany przez magazyn „Empire” jako „wyjątkowe filmowe znalezisko, które jest prawdziwie oryginalne” i wygrał nagrodę BAFTA. Mark Kermode nazwał go „jednym z najważniejszych brytyjskich filmów tej dekady”. Jego kolejny film, Enys Men, miał premierę w Cannes w sekcji Director’s Fortnight. Jego wyjątkowy styl ujawnia się w jego pracy nie tylko jako reżysera, ale również autora zdjęć i montażysty, a także rzemieślniczej pracy nad materiałem filmowym.
- Dane Komljen -  urodził się w 1986 roku w Jugosławii. Po nakręceniu wielu kilku filmów krótkometrażowych, które zdobyły nagrody na najważniejszych międzynarodowych festiwalach, jego pełnometrażowy debiut fabularny Wszystkie miasta Północy, miał premierę w 2016, zaś jego drugi film fabularny, Afterwater, miał premierę w 2022 roku na Berlinale Forum. Oba filmy zostały nagrodzone Specjalnym Wyróżnieniem na MFF Nowe Horyzonty.
- Jennifer Reeder -   Bong Joon Ho nazwał ją w 2020 roku reżyserką, którą warto śledzić. Jennifer Reeder tworzy osobiste filmy fabularne o związkach, traumie i radzeniu sobie z nią, które korzystają z różnych form audiowizualnych, w tym popołudniowych programów dla nastolatków i amatorskich teledysków. Jej filmy były pokazywane na festiwalach i w muzeach na całym świecie, w tym na Sundance, Berlinale, SXSW i The Whitney Biennial. Knives and Skin, pokazywane także na Nowych Horyzontach, miało swoją premierę na Berlinale w 2019 roku, a „The Hollywood Reporter” pochwalił reżyserkę za jej „odważny, oryginalny głos”. Sprawca (prezentowany na 23. edycji festiwalu Nowych Horyzontach) również miał swoją premierę w Berlinie, a „Sight and Sound” napisał o filmie: „Przyjmując maskę slashera i filmu superbohaterskiego Reeder krytykuje patriarchalny system, który żywi się wykorzystywaniem kobiet. Piąta fabuła reżyserki jest zabawna, dziwaczna i pełna różnych emocji”.
- Sergio Fant -  jest włoskim programerem festiwalom mieszkającym w Niemczech. Po ukończeniu studiów filmoznawczych i pracy archiwisty filmowego i badacza w Cineteca di Bologna, programował m.in. festiwale Cinema Ritrovato w Bolonii, Pesaro Film Festival, Rome Film Fest i Międzynarodowy Festiwal Filmowy w Wenecji, gdzie był odpowiedzialny za selekcję filmów krótkometrażowych w 2010 i 2011 roku. Od 2012 roku jest szefem programowym Trento Film Festival, a w tym samym roku dołączył jako program do festiwalu w Locarno. Był członkiem kilku międzynarodowych jury festiwalowych oraz komitetów finansujących, a także uczestniczył w inicjatywach szkoleniowych i tutorskich. W 2019 roku został współprogramatorem 18. festiwalu filmów dokumentalnych DocPoint w Helsinkach i członkiem komisji selekcyjnej Berlinale. Od 2022 roku jest programerem nowego Międzynarodowego Festiwalu Filmowego Sztuk Wizualnych ARCA w Punta del Este w Urugwaju[4].
- Aga Woszczyńska -  rocznik 1984. Reżyserka. Scenarzystka. Antropolożka. Ukończyła Stosowane Nauki Społeczne na Uniwersytecie Warszawskim oraz Wydział Reżyserii w Łódzkiej Szkole Filmowej. Jej film dyplomowy Fragmenty miał swoją premierę na Festiwalu Filmowym w Cannes w sekcji Directors’ Fortnight w 2014 jako jedyny polski film fabularny tego roku. Jej debiut fabularny Cicha Ziemia we włosko-polsko-czeskiej koprodukcji miał swoją światową premierę w 2021 roku na Toronto International Film Festival w konkursowej sekcji The Platform jako jedyny polski film w historii tej sekcji. Był też filmem otwarcia Festiwalu Nowe Horyzonty w 2022 roku. Jej filmy były prezentowane na ponad 120 festiwalach filmowych i przywiozły nagrody z wielu z nich.

## Selekcja oficjalna

### Konkurs główny
| Tytuł polski              | Tytuł oryginalny                   | Reżyseria              | Kraj produkcji                      |
| ------------------------- | ---------------------------------- | ---------------------- | ----------------------------------- |
| After                     | After                              | Anthony Lapia          | Francja                             |
| Czarny kos, czarna jeżyna | Blackbird Blackbird Blackberry     | Elene Naveriani        | Szwajcaria Gruzja                   |
| Delikwenci                | The Delinquents / Los delincuentes | Rodrigo Moreno         | Argentyna Brazylia Luksemburg Chile |
| Imago                     | Imago                              | Olga Chajdas           | Polska Holandia Czechy              |
| Kwiaty ludzkiego ciała    | Human Flowers of Flesh             | Helena Wittmann        | Niemcy Francja                      |
| La Palisiada              | La Palisiada                       | Philip Sotnychenko     | Ukraina                             |
| Na miejscu                | Here                               | Bas Devos              | Belgia                              |
| Piaffe                    | Piaffe                             | Ann Oren               | Niemcy                              |
| Pod ścianą                | Stonewalling / Shimen              | Huang Ji, Ryûji Otsuka | Japonia                             |
| Posiadłość                | Birdland / Indivision              | Leïla Kilani           | Maroko Francja                      |
| Samsara                   | Samsara                            | Lois Patiño            | Hiszpania                           |

## Laureaci nagród
Grand Prix
    Delikwenci (The Delinquents / Los delincuentes), reż. Rodrigo Moreno
Wyróżnienie
 After, reż. Anthony Lapia
Nagroda Publiczności
 Czarny kos, czarna jeżyna (Blackbird Blackbird Blackberry) reż. Elene Naveriani

## Konkurs Smart7
Selekcja pierwszej edycji konkursu Smart
 Indie, reż. Telmo Churro
 Za blisko, reż. Austėja Urbaitė
 Mammalia, reż. Sebastian Mihailescu
 Mannvirki, reż. Gústav Geir Bollason
 Chleb i sól, reż. Damian Kocur
 W suszarni, reż. Rocio Mesa
 Czarny kamień, reż. Spiros Jacovides